# Филмографија Сандре Булок
Сандра Булок је америчка глумица и продуценткиња која је дебитовала на филму с мањом улогом Лисе Едвардс у трилеру Hangmen 1987. године. На телевизији је дебитовала у телевизијском филму Bionic Showdown: The Six Million Dollar Man and the Bionic Woman (1989) и играла је главну улогу у краткотрајном ситкому Запослена девојка (1990) пре него што је направила пробој глумећи у акционом филму Брзина (1994). Године 1995. Сандра је основала своју продуцентску кућу Fortis Films и глумила у романтичној комедији Док си ти спавао. Њена улога у овом филму донела јој је прву номинацију за награду Златни глобус за најбољу глумицу (филмска комедија или мјузикл). Године 1996. глумила је у филмској адаптацији романа Време за убијање, америчког романописца и политичара Џона Гришама. Две године касније, Сандра је глумила у романтичној комедији Љубавне чаролије, дала је глас Мирјам у анимираном филму Принц Египта, анимацијског студија Дримворкс анимејшон, и била извршни продуцент свог првог филма Увек постоји нада.
Године 2000. добила је другу номинацију за награду Златни глобус за најбољу глумицу у филму (комедија или мјузикл) за улогу тајног агента Еф-Би-Ај-ја Грејсе Харт, у комедији Мис тајни агент. Године 2002. продуцирала је своју прву телевизијску серију Џорџ Лопез и глумила са Хјуом Грантом у романтичној комедији Две недеље за заљубљивање. Године 2004. Сандра је глумила у криминалистичкој драми Фатална несрећа и однела је награду Удружења филмских глумаца за изванредну глумачку улогу у филму са остатком глумачке екипе из филма. Године 2006. поново глуми са својим колегом из филма Брзина, Кијануом Ривсом, у романтичној драми Кућа на језеру, а такође је играла улогу Харпер Ли у биографском филму Озлоглашен.
Године 2009. Сандра Булок је глумила у филмовима Веридба, Све о Стиву и Мртав угао. Сандра је освојила Оскара за најбољу глумицу за своју улогу у остварењу Мртав угао, а такође је добила и награду Златна малина за најгору глумицу за комедију Све о Стиву. Тако је постала прва особа која је добила награду Малина и Оскара, тј. награду за најлошију и најбољу глумицу, у истој недељи. Године 2013. Сандра је глумила у филмовима Жестоке девојке и Гравитација. За улогу Рајан Стоун у Гравитацији, добила је награду Сатурн за најбољу глумицу, а такође је била номинована за Оскара, Британске филмске награде и Златни глобус. У 2015. тумачила је улогу суперзликовца Скарлет Опакић у анимираном филму Малци. Уједно, ово је Сандрин филм са највећом зарадом од преко 1,1 милијарде долара. Године 2018. Сандра је тумачила улогу Деби Оушн у пљачкашко-хумористичком филму Оушнових 8, који је био комерцијално успешан. Исте године је глумила у постапокалиптичном трилеру Кућица за птице, који је имао највећу недељну гледаност за неки Нетфликс филм.

## Филм
| Означава филмове који још увек нису објављени | Означава филмове који још увек нису објављени |

| Година | Назив                               | Улога                 | Напомена                                           | Реф.                 |
| ------ | ----------------------------------- | --------------------- | -------------------------------------------------- | -------------------- |
| 1987.  | Hangmen                             | Лиса Едвардс          |                                                    | [ 17 ]               |
| 1989.  | A Fool and His Money                | Деби                  | познат и као Religion, Inc. директно на видео      | [ 18 ] [ 19 ]        |
| 1989.  | Ко је убио Патаконга?               | Девлин Моран          | директно на видео                                  | [ 18 ] [ 20 ]        |
| 1992.  | Љубавни напитак бр. 9               | Дајен Фероу           |                                                    | [ 18 ] [ 21 ]        |
| 1993.  | Нестајање                           | Дајана Шејвер         |                                                    | [ 22 ]               |
| 1993.  | Када је забава готова               | Аманда                |                                                    | [ 23 ]               |
| 1993.  | Ситница звана љубав                 | Линда Лу Линден       |                                                    | [ 24 ]               |
| 1993.  | Разбијач                            | Ленина Хаксли         |                                                    | [ 25 ]               |
| 1993.  | Пожар на Амазону                    | Алиса Ротман          |                                                    | [ 26 ] [ 27 ] [ 28 ] |
| 1993.  | Пријатељи Ернеста Хемингвеја        | Елејн                 |                                                    | [ 29 ]               |
| 1994.  | Брзина                              | Ени Портер            |                                                    | [ 30 ]               |
| 1994.  | Мафија и ја?                        | Лори                  | познат и као Me & The Mob директно на видео        | [ 18 ] [ 31 ]        |
| 1995.  | Док си ти спавао                    | Луси Модерац          |                                                    | [ 32 ]               |
| 1995.  | Мрежа                               | Анџела Бенет          |                                                    | [ 33 ]               |
| 1996.  | Украдена срца                       | Роуз                  |                                                    | [ 34 ]               |
| 1996.  | Време за убијање                    | Елен Рорк             |                                                    | [ 35 ]               |
| 1996.  | У љубави и рату                     | Агнес фон Курофски    |                                                    | [ 36 ] [ 37 ]        |
| 1997.  | Брзина 2: контрола крстарења        | Ени Портер            |                                                    | [ 38 ]               |
| 1998.  | Увек постоји нада                   | Берди Пруит           | такође извршни продуцент                           | [ 39 ]               |
| 1998.  | Making Sandwiches                   | Мелба Клаб            | кратки филм такође продуцент, редитељ и сценариста | [ 40 ]               |
| 1998.  | Љубавне чаролије                    | Сали Овенс            |                                                    | [ 41 ]               |
| 1998.  | Принц Египта                        | Мирјам                | гласовна улога                                     | [ 42 ]               |
| 1999.  | Силе природе                        | Сара Луис             |                                                    | [ 43 ]               |
| 2000.  | Агент под стресом                   | Џуди Тип              | такође продуцент и извршни продуцент албума        | [ 44 ] [ 45 ]        |
| 2000.  | 28 дана                             | Гвен Камингс          |                                                    | [ 46 ]               |
| 2000.  | Мис тајни агент                     | Грејси Харт           | такође продуцент                                   | [ 47 ]               |
| 2002.  | Убиство по ставкама                 | Кејси Мејведер        | такође извршни продуцент                           | [ 48 ]               |
| 2002.  | Божанствене тајне Ја-Ја сестринства | Сидали Вокер          |                                                    | [ 49 ]               |
| 2002.  | Две недеље за заљубљивање           | Луси Келсон           | такође продуцент                                   | [ 50 ]               |
| 2004.  | Фатална несрећа                     | Џин Кабот             |                                                    | [ 51 ]               |
| 2005.  | Освајач                             | Госпођа Харкер        |                                                    | [ 52 ]               |
| 2005.  | Мис тајни агент 2: опасна и заносна | Грејси Харт           | такође продуцент                                   | [ 53 ]               |
| 2006.  | Кућа на језеру                      | Кејт Форстер          |                                                    | [ 54 ]               |
| 2006.  | Озлоглашен                          | Харпер Ли             |                                                    | [ 55 ]               |
| 2007.  | Предосећај                          | Линда Хансон          |                                                    | [ 56 ]               |
| 2009.  | Веридба                             | Маргарет Тејт         | такође извршни продуцент                           | [ 57 ]               |
| 2009.  | Све о Стиву                         | Мери Хоровиц          | такође продуцент                                   | [ 58 ]               |
| 2009.  | Мртав угао                          | Ли Ен Туи             |                                                    | [ 59 ]               |
| 2011.  | Јако гласно и невероватно близу     | Линда Шел             |                                                    | [ 60 ]               |
| 2013.  | Жестоке девојке                     | Сара Ешберн           |                                                    | [ 61 ]               |
| 2013.  | Гравитација                         | Рајан Стоун           |                                                    | [ 62 ]               |
| 2013.  | Премијери: Пионири                  | Голда Меир            | документарни филм гласовна улога                   | [ 63 ]               |
| 2015.  | Малци                               | Скарлет Опакић        | гласовна улога                                     | [ 64 ]               |
| 2015.  | Наш бренд је криза                  | Џејн „Каламити“ Бодин | такође извршни продуцент                           | [ 65 ]               |
| 2018.  | Ocean's 8                           | Деби Оушн             |                                                    | [ 66 ]               |
| 2018.  | Кућица за птице                     | Малори Хејс           | такође извршни продуцент                           | [ 67 ]               |
| 2021.  | Неопростиво                         | Рут Слејтер           | такође продуцент                                   | [ 68 ]               |
| 2022.  | Изгубљени град                      | Лорета Сејџ           | такође продуцент                                   | [ 69 ]               |
| 2022.  | Брзина метка                        | Марија Буба           |                                                    | [ 70 ]               |

## Телевизија
| Година     | Назив                                                            | Улога            | Напомена                             | Реф.          |
| ---------- | ---------------------------------------------------------------- | ---------------- | ------------------------------------ | ------------- |
| 1989.      | Bionic Showdown: The Six Million Dollar Man and the Bionic Woman | Кејт Мејсон      | телевизијски филм                    | [ 71 ]        |
| 1989.      | Starting from Scratch                                            | Барбара Вебстер  | епизода Confidence Game              | [ 72 ]        |
| 1989.      | The Preppie Murder                                               | Стејси           | телевизијски филм                    | [ 73 ]        |
| 1990.      | Запослена девојка                                                | Тес Макгил       | дванаест епизода                     | [ 74 ]        |
| 1990.      | Lucky Chances                                                    | Мариа Сантангело | мини-серија                          | [ 75 ]        |
| 2002−2004. | Џорџ Лопез                                                       | Аксидент Ејми    | три епизоде такође извршни продуцент | [ 76 ] [ 77 ] |